# 1 E-2 m
Pour aider à comparer les ordres de grandeur des différentes longueurs, voici une liste de longueurs de l'ordre de 10-2 m, soit 1 cm :
- 10-2 m correspond :
  - à 1 centimètre
  - à 10 millimètres
  - au côté d'un carré de 1 cm² de superficie
  - à l'arête d'un cube possédant un volume d'un ml
- 1,5 cm : la longueur d'un moustique de taille moyenne.
- 4,267 cm : le diamètre d'une balle de golf